# 小野晴香
小野晴香（1987年11月24日—）是日本女子偶像团体「SKE48」TeamS的前成员。大分县大分市出身。AKS所属。

## 簡介
- 2008年7月31日 - SKE48第1期生选拔合格（報名总数2,670人、最终合格22人）。
- 2008年10月5日 - SKE48 1st Stage「PARTYが始まるよ」中共16名成為選拔成員，小野晴香為其中一員
- 2009年3月 - 选拔成员16名组成Team S，正式成为Team S一员。
- 2011年11月9日、成員7th單曲「愛就OK」選抜成員。
- 2012年3月4日、本人發表從SKE48畢業[1]。
- 2012年5月26日、這日パシフィコ横浜舉行的『單戀Finally』全国握手会，SKE48的活動完結預定[2][3] 。

## 人物
- 興趣是唱卡拉ok。拿手歌曲超過50首[4]。
- 有一個小3歳的弟弟。

### SKE48相關
- 雖然綽號為「はるか」，但是SKE48的前成員森紗雪會稱呼她為「はーちゃん」、「はーちゃん」亦是AKB48中的片山陽加的綽號。
- 公演口號為「你想要的是金斧頭、銀斧頭、還是...晴香斧頭??(註：小野和日文的斧頭同音)(觀眾們：晴香斧頭)」。
- 是SKE48的fresh總長
- 性格是倔強不認輸又十分有擔當的一個人、本人也表示過自己不喜歡認輸的感覺。在成員眼中是個溫柔善良、帶給大家安心感的角色，所以許多成員喜歡依賴著她（但年幼成員好像有一點懼怕著她）。她對工作態度十分認真又公私分明、所以也有不少人崇拜著她。
- 從小的夢想是當擁有豪邁性格的美國人、但她本人卻是表示說「但我不想變得那麼強勢(笑)」
- 擁有強烈存在風格的一個人，她本人說過「不喜歡被套上別人早就設定的角色設定，覺得那是種欺騙的行為，我要活出自己，創造出自己獨特的風格！」
- 與SKE48 Team S中平松可奈子、高田志織、出口陽一起自稱為「S4」
- 為AKB48中的指原莉乃國中時的前輩、亦是指原莉乃的哥哥的同級生。[5]
- 元AKB48中西里菜是楊志館高等學校的學妹。
- 自從選拔合格之後便搬到了名古屋居住，當初和同為SKE48的團員松下唯一起居住、受傷之後松下搬回自宅療養、在2010年12月到現在正與研究生齊藤真木子一起居住。
- 畢業於楊志館高等學校。
- 是黑色美乃滋吉田敬的首推。

## SKE48單曲CD參與曲目

### 單曲CD選拔曲
- 堅強之勇者
- 蹦極宣言 - Team B.L.T.名義
- 少女在盛夏會做什麼? - Under Girls A名義
- 愛就OK
- 羞澀棒棒糖 - 白組名義

## 劇場公演參與曲目
TeamS 1st Stage「Party開始了」公演
- 接吻不行唷

 TeamS 2nd Stage「手牵手」公演
- 胸口的條碼（1st UNIT）
- 巧克力的下落（2nd UNIT）

 TeamS 3rd Stage「制服之芽」公演
- 萬花筒
- 不只是回憶（2nd小組）

## 出演

### 综艺节目
- 世界コスプレサミット2009〜真夏だぜ!クールジャポン爆笑祭〜（2009年8月8日、愛知電視台）
- SKE48学園（2009年10月3日 - 、エンタ!371）
- 週刊AKB（2009年10月9日・16日、2011年7月22日–29日、2011年8月5日-12日東京電視台）
- 地元応援バラエティ このへん!!トラベラー（2009年8月3日・福岡放送、10月13日・12月30日（生放送2時間スペシャル）2011年6月7日・14日、中京電視台）
- でらSKE〜夜明け前の国盗り48番勝負（2010年4月5日 - 、TBS）
- 知って解決!SKEっとネット（2010年6月21日、NHK名古屋）
- SKE48的Idol×Idol（2010年12月20日・27日、中京電視台）
- 明星尋找太郎（2011年6月4日・11日・8月20日・27日・9月3日、東京電視台）
- SKE48的世界征服女子（2011年10月3日 - 、中京電視台）

### 戲劇
- トミカヒーロー レスキューファイアー第42話（2010年1月16日、東京電視台）
- 妄想刑事!第六話（2011年1月、東海電視台）

### 广播放送
- よしもとオンライン大阪 よしもと○○同好会（2009年1月、MBS广播）星期一1月助理
- SKE48 観覧車へようこそ!!（2009年5月11日 - 不定期出演、CBC广播）
- SKE48♥1+1は2じゃないよ!（2010年11月13日、東海广播）

## 附註
1. ↑  小野晴香卒業のご報告 （页面存档备份，存于） - SKE48 OFFICIAL WEB SITE（2012年3月4日）
2. ↑  湯浅洋SKE48劇場支配人 （页面存档备份，存于） - Google+（2012年3月5日）
3. ↑  「片想いFinally」(通常盤)全国握手会 詳細決定!!![永久]  - avex trax（2012年1月26日）
4. ↑  SKE48 部活魂より
5. ↑  AX2010 DVDコメンタリーより。